# Verkeerscapaciteit
De verkeerscapaciteit of gewoon capaciteit van een weg, spoorlijn of loopverbinding is een verkeerskundig begrip dat het maximale aantal eenheden (voertuigen, vervoerseenheden of voetgangers) aanduidt dat een doorsnede van de infrastructuur per tijdseenheid kan passeren. Meestal is dit per uur.
De beschikbare capaciteit beïnvloedt de doorstroomsnelheid bij een zekere verkeersvraag, en heeft dus invloed op de verplaatsingstijd die de gebruikers ervaren. Capaciteit wordt bepaald door de 'zwakste' doorsnede van een stuk infrastructuur, dit noemen we meestal een knelpunt.

## Wegverkeer
De capaciteit van een autosnelweg hangt af van het aantal rijstroken per richting. Een vuistregel is dat een rijstrook een capaciteit heeft van ongeveer 2200 voertuigen per uur. Dat houdt in dat er ongeveer elke 1,63 seconden een voertuig passeert. Deze volgtijd is geen constante, en hangt af van het bestuurdersgedrag, weersomstandigheden, wegcondities, etc.
Bij regen vermindert de capaciteit bijvoorbeeld tussen 1% en 5%. De doorvoercapaciteit kan verder beperkt worden door de wegsituatie. Zo zal bijvoorbeeld een af- of toerit zorgen voor zijwaartse bewegingen, met capaciteitsreductie als gevolg. Tunnels en aquaducten zijn een ander voorbeeld, de capaciteit neemt hier af onder meer door het stijgen van de weg.
Om vrachtwagens en auto's bij elkaar op te tellen zijn 'personenauto-equivalenten' (PAE) ingevoerd. Zo telt een vrachtwagen als 1,5 - 2 PAE op autosnelwegen bij capaciteitssnelheden.
Een relatief kleine afname van de wegcapaciteit kan leiden tot extreme veranderingen in reistijd. Een afname van de wegcapaciteit van bijvoorbeeld 3% zorgt in de spits voor een reistijdtoename van ongeveer 30%. Dit kan verklaard worden door formules in de wiskundige wachttijdtheorie. Maar tegenintuïtief kan ook de toename van de wegcapaciteit tot gevolg hebben dat de reistijd langer wordt. Men spreekt dan van de Braess-paradox. Dit kan er bijvoorbeeld toe leiden dat wanneer een drukke weg met twee rijstroken wordt uitgebreid naar een weg met drie rijstroken, de weg nóg drukker is dan voor de uitbreiding. De Braess-paradox komt ook in de praktijk geregeld voor. Zo kan het een oplossing lijken om extra afritten te installeren op ringwegen die in de spits gevoelig zijn voor files. Het idee is dat mensen uit de file kunnen wegrijden via de afrit en dat de file zodoende sneller oplost. In het geval van een Braess-paradox maken de afritten, hoewel ze effectief gebruikt zouden worden door automobilisten om de file te verlaten, de file alleen maar erger.
Probleem van hinder binnen een verkeerssysteem of tussen verkeerssoorten is niet alleen de vertraging, maar vooral het onvoorspelbare karakter van de vertraging. Planning door beheerders en gebruikers wordt daardoor moeilijker en er gaat tijd verloren omdat mensen op meer vertraging rekenen dan er gemiddeld optreedt. Maatregelen om de doorstroming te bevorderen (spitsstroken, vrije bus/tram-baan, verkeerslichtenbeïnvloeding) zijn dan ook allereerst gericht op vergroting van de voorspelbaarheid van de reisduur. Kortom, een capaciteit die minder snel afneemt door omstandigheden.

## Spoorverkeer
Bij het huidige blokstelsel is de capaciteit van een spoorlijn 15 tot 20 treinen per richting per uur. In de praktijk wordt dit niet gehaald, in verband met de ongelijke treinsnelheden. Bij tram- en metrolijnen kan dit aantal veel hoger zijn omdat de snelheid homogener is. Zo passeren in de Haagse Tramtunnel in de spits 38 voertuigen per uur.
Qua betrouwbaarheid van de reistijden heeft een onderzoek bij de HTM bijvoorbeeld aangetoond dat de gemiddelde reisduur afneemt indien de spreiding in de reisduur wordt verminderd door doorstromingsbevorderende maatregelen. Omdat de kosten van openbaar vervoer gerelateerd zijn aan de reisduur, leveren doorstromingsbevorderende maatregelen ook geld op.